# X²O Badkamers Trofee 2020-2021
De Trofee veldrijden 2020-2021 (sponsornaam: X²O Badkamers Trofee) was het 34ste seizoen van het regelmatigheidscriterium in het veldrijden. Het klassement werd georganiseerd door Golazo en bestond uit 8 crossen enkel in België. Een nieuwe cross in Herentals verving eenmalig Loenhout, dat door de coronacrisis in dit seizoen niet organiseert.
De X²O Badkamers Trofee had naast het klassement van de mannen elite nog drie andere klassementen:

- de Soudal Ladies Trophy (vrouwen elite)

- de Trimetal Rookie Trophy (beloften)

- meisjes junioren

## Berekeningswijze eindklassement

### Bepaling aankomsttijd per manche
Per renner werd per manche een tijd bepaald volgens de volgende regels:
- in eerste instantie gold de aankomsttijd
- kreeg een tijd die gelijk is aan die van de winnaar verhoogd met vijf minuten, de renner die
  - met meer dan vijf minuten achterstand aankwam
  - uit de wedstrijd genomen werd om dubbelen te voorkomen
  - de wedstrijd verliet
  - niet aan de start kwam
- volgende bonificaties golden
  - bij de sprint aan het eind van de eerste ronde: winnaar 15 seconden, tweede 10 seconden, derde 5 seconden

### Bepaling eindklassement
Voor het eindklassement werd de som gemaakt van de tijden per manche. Bij gelijkheid van tijd (uren, minuten, seconden) zou de beste uitslag van de renner de doorslag geven. Was die ook gelijk, dan telde de uitslag in de laatste manche.

## Mannen elite

### Kalender en podia
| Datum            | Wedstrijd                                         | Cat. | Eerste                                              | Tweede                                              | Derde                                               | Leider in het klassement |
| ---------------- | ------------------------------------------------- | ---- | --------------------------------------------------- | --------------------------------------------------- | --------------------------------------------------- | ------------------------ |
| 31 oktober 2020  | Koppenbergcross, Oudenaarde                       | C1   | Eli Iserbyt                                         | Lars van der Haar                                   | Toon Aerts                                          | Eli Iserbyt              |
| 28 november 2020 | Caps Urban Cross, Kortrijk                        | C2   | Eli Iserbyt                                         | Lars van der Haar                                   | Wout van Aert                                       | Eli Iserbyt              |
| 12 december 2020 | Soudal Scheldecross, Antwerpen                    | C1   | Mathieu van der Poel                                | Eli Iserbyt                                         | Tom Pidcock                                         | Eli Iserbyt              |
| 23 december 2020 | Herentals Crosst, Herentals (vervanger Azencross) | C1   | Wout van Aert                                       | Mathieu van der Poel                                | Michael Vanthourenhout                              | Eli Iserbyt              |
| 29 december 2020 | Azencross, Loenhout                               | C1   | Vervangen door Herentals Crosst op 23 december 2020 | Vervangen door Herentals Crosst op 23 december 2020 | Vervangen door Herentals Crosst op 23 december 2020 | Eli Iserbyt              |
| 1 januari 2021   | GP Sven Nys, Baal                                 | C1   | Mathieu van der Poel                                | Wout van Aert                                       | Tom Pidcock                                         | Eli Iserbyt              |
| 23 januari 2021  | Rectavit Flandriencross, Hamme                    | C1   | Mathieu van der Poel                                | Wout van Aert                                       | Laurens Sweeck                                      | Eli Iserbyt              |
| 7 februari 2021  | Soudal Krawatencross, Lille                       | C1   | Laurens Sweeck                                      | Michael Vanthourenhout                              | Corné van Kessel                                    | Eli Iserbyt              |
| 14 februari 2021 | Soudal Brussels Universities Cyclocross, Brussel  | C1   | Toon Aerts                                          | Quinten Hermans                                     | Niels Vandeputte                                    | Eli Iserbyt              |

### Eindstand
| Pos. | Renner                 | OUD | KOR | SCH | HER | BAA | HAM | LIL | BRU | Tijd     |
| ---- | ---------------------- | --- | --- | --- | --- | --- | --- | --- | --- | -------- |
| 1    | Eli Iserbyt            | 1   | 1   | 2   | 5   | 4   | 7   | 4   | 6   | 8u05'31" |
| 2    | Toon Aerts             | 3   | 8   | 4   | 4   | 6   | 5   | 6   | 1   | + 1'55"  |
| 3    | Michael Vanthourenhout | 5   | 4   | 8   | 3   | 5   | 8   | 2   | 5   | + 2'55"  |
| 4    | Lars van der Haar      | 2   | 2   | 5   | 8   | 7   | 10  | 8   | 7   | + 5'41"  |
| 5    | Quinten Hermans        | 4   | 5   | 7   | 7   | 10  | 11  | 5   | 2   | + 6'44"  |
| 6    | Laurens Sweeck         | 11  | 9   | 6   | 6   | 9   | 3   | 1   | 9   | + 8'10"  |
| 7    | Corné van Kessel       | 8   | 7   | 9   | 9   | 8   | 6   | 3   | 16  | + 9'13"  |
| 8    | Mathieu van der Poel   | –   | –   | 1   | 2   | 1   | 1   | –   | –   | + 14'39" |
| 9    | Wout van Aert          | –   | 3   | –   | 1   | 2   | 2   | –   | –   | + 15'06" |
| 10   | Ryan Kamp              | 9   | 6   | 12  | 11  | 17  | 20  | 22  | 17  | + 18'19" |

| Pos. | Prijzengeld |
| ---- | ----------- |
| 1.   | € 30.000    |
| 2.   | € 15.000    |
| 3.   | € 10.000    |
| 4.   | € 5.000     |
| 5.   | € 3.000     |
| 6.   | € 2.000     |
| 7.   | € 1.000     |
| 8.   | € 500       |
| 9.   | € 500       |
| 10.  | € 500       |
| 11.  | € 500       |
| 12.  | € 500       |
| 13.  | € 500       |
| 14.  | € 500       |
| 15.  | € 500       |
| Tot. | € 70.000    |

## Vrouwen elite

### Kalender en podia
| Datum            | Wedstrijd                                         | Cat. | Eerste                                               | Tweede                                               | Derde                                                | Leidster in het klassement |
| ---------------- | ------------------------------------------------- | ---- | ---------------------------------------------------- | ---------------------------------------------------- | ---------------------------------------------------- | -------------------------- |
| 31 oktober 2020  | Koppenbergcross, Oudenaarde                       | C1   | Annemarie Worst                                      | Lucinda Brand                                        | Yara Kastelijn                                       | Annemarie Worst            |
| 28 november 2020 | Caps Urban Cross, Kortrijk                        | C2   | Lucinda Brand                                        | Denise Betsema                                       | Yara Kastelijn                                       | Yara Kastelijn             |
| 12 december 2020 | Soudal Scheldecross, Antwerpen                    | C1   | Denise Betsema                                       | Lucinda Brand                                        | Annemarie Worst                                      | Lucinda Brand              |
| 23 december 2020 | Herentals Crosst, Herentals (vervanger Azencross) | C1   | Ceylin del Carmen Alvarado                           | Lucinda Brand                                        | Denise Betsema                                       | Lucinda Brand              |
| 29 december 2020 | Azencross, Loenhout                               | C1   | Vervangen door Herentals Crosstt op 23 december 2020 | Vervangen door Herentals Crosstt op 23 december 2020 | Vervangen door Herentals Crosstt op 23 december 2020 | Lucinda Brand              |
| 1 januari 2021   | GP Sven Nys, Baal                                 | C1   | Ceylin del Carmen Alvarado                           | Lucinda Brand                                        | Denise Betsema                                       | Lucinda Brand              |
| 23 januari 2021  | Rectavit Flandriencross, Hamme                    | C1   | Ceylin del Carmen Alvarado                           | Denise Betsema                                       | Manon Bakker                                         | Lucinda Brand              |
| 7 februari 2021  | Soudal Krawatencross, Lille                       | C1   | Ceylin del Carmen Alvarado                           | Lucinda Brand                                        | Denise Betsema                                       | Lucinda Brand              |
| 14 februari 2021 | Soudal Brussels Universities Cyclocross, Brussel  | C1   | Ceylin del Carmen Alvarado                           | Denise Betsema                                       | Manon Bakker                                         | Lucinda Brand              |

### Eindstand
| Pos. | Renster                    | OUD | KOR | SCH | HER | BAA | HAM | LIL | BRU | Tijd     |
| ---- | -------------------------- | --- | --- | --- | --- | --- | --- | --- | --- | -------- |
| 1    | Lucinda Brand              | 2   | 1   | 2   | 2   | 2   | 4   | 2   | 5   | 5u54'19" |
| 2    | Denise Betsema             | 4   | 2   | 1   | 3   | 3   | 2   | 3   | 2   | + 5"     |
| 3    | Ceylin del Carmen Alvarado | 7   | 4   | –   | 1   | 1   | 1   | 1   | 1   | + 3'48"  |
| 4    | Annemarie Worst            | 1   | 6   | 3   | –   | 6   | 7   | 5   | 6   | + 8'19"  |
| 5    | Yara Kastelijn             | 3   | 3   | 7   | 8   | 8   | 10  | 9   | 13  | + 9'38"  |
| 6    | Fem van Empel              | 9   | 5   | 8   | 10  | 4   | 5   | 7   | 4   | + 9'51"  |
| 7    | Sanne Cant                 | –   | 8   | 4   | 5   | 5   | 6   | 4   | 9   | + 11'06" |
| 8    | Manon Bakker               | 20  | 7   | 5   | 7   | 9   | 3   | 8   | 3   | + 11'49" |
| 9    | Aniek van Alphen           | 6   | 9   | 10  | 11  | 11  | 9   | 11  | 8   | + 14'10" |
| 10   | Eva Lechner                | 5   | –   | –   | 15  | –   | 11  | 10  | 11  | + 25'00" |

| Pos. | Prijzengeld |
| ---- | ----------- |
| 1.   | € 30.000    |
| 2.   | € 15.000    |
| 3.   | € 10.000    |
| 4.   | € 5.000     |
| 5.   | € 3.000     |
| 6.   | € 2.000     |
| 7.   | € 1.000     |
| 8.   | € 500       |
| 9.   | € 500       |
| 10.  | € 500       |
| 11.  | € 500       |
| 12.  | € 500       |
| 13.  | € 500       |
| 14.  | € 500       |
| 15.  | € 500       |
| Tot. | € 70.000    |

## Mannen beloften

### Kalender en podia
| Datum            | Wedstrijd                                         | Cat. | Eerste                                              | Tweede                                              | Derde                                               | Leider in het klassement                            |
| ---------------- | ------------------------------------------------- | ---- | --------------------------------------------------- | --------------------------------------------------- | --------------------------------------------------- | --------------------------------------------------- |
| 31 oktober 2020  | Koppenbergcross, Oudenaarde                       | CU   | Afgelast vanwege de coronapandemie                  | Afgelast vanwege de coronapandemie                  | Afgelast vanwege de coronapandemie                  | Afgelast vanwege de coronapandemie                  |
| 28 november 2020 | Caps Urban Cross, Kortrijk                        | CU   | Afgelast vanwege de coronapandemie                  | Afgelast vanwege de coronapandemie                  | Afgelast vanwege de coronapandemie                  | Afgelast vanwege de coronapandemie                  |
| 12 december 2020 | Soudal Scheldecross, Antwerpen                    | CU   | Afgelast vanwege de coronapandemie                  | Afgelast vanwege de coronapandemie                  | Afgelast vanwege de coronapandemie                  | Afgelast vanwege de coronapandemie                  |
| 23 december 2020 | Herentals Crosst, Herentals (vervanger Azencross) | CU   | Afgelast vanwege de coronapandemie                  | Afgelast vanwege de coronapandemie                  | Afgelast vanwege de coronapandemie                  | Afgelast vanwege de coronapandemie                  |
| 29 december 2020 | Azencross, Loenhout                               | CU   | Vervangen door Herentals Crosst op 23 december 2020 | Vervangen door Herentals Crosst op 23 december 2020 | Vervangen door Herentals Crosst op 23 december 2020 | Vervangen door Herentals Crosst op 23 december 2020 |
| 1 januari 2021   | GP Sven Nys, Baal                                 | CU   | Afgelast vanwege de coronapandemie                  | Afgelast vanwege de coronapandemie                  | Afgelast vanwege de coronapandemie                  | Afgelast vanwege de coronapandemie                  |
| 23 januari 2021  | Rectavit Flandriencross, Hamme                    | CU   | Afgelast vanwege de coronapandemie                  | Afgelast vanwege de coronapandemie                  | Afgelast vanwege de coronapandemie                  | Afgelast vanwege de coronapandemie                  |
| 7 februari 2021  | Soudal Krawatencross, Lille                       | CU   | Afgelast vanwege de coronapandemie                  | Afgelast vanwege de coronapandemie                  | Afgelast vanwege de coronapandemie                  | Afgelast vanwege de coronapandemie                  |
| 14 februari 2021 | Soudal Brussels Universities Cyclocross, Brussel  | CU   | Afgelast vanwege de coronapandemie                  | Afgelast vanwege de coronapandemie                  | Afgelast vanwege de coronapandemie                  | Afgelast vanwege de coronapandemie                  |

### Eindstand
| Pos. | Renner                             | OUD                                | KOR                                | SCH                                | HER                                | BAA                                | HAM                                | LIL                                | BRU                                | Tijd                               |
| ---- | ---------------------------------- | ---------------------------------- | ---------------------------------- | ---------------------------------- | ---------------------------------- | ---------------------------------- | ---------------------------------- | ---------------------------------- | ---------------------------------- | ---------------------------------- |
| 1    | Afgelast vanwege de coronapandemie | Afgelast vanwege de coronapandemie | Afgelast vanwege de coronapandemie | Afgelast vanwege de coronapandemie | Afgelast vanwege de coronapandemie | Afgelast vanwege de coronapandemie | Afgelast vanwege de coronapandemie | Afgelast vanwege de coronapandemie | Afgelast vanwege de coronapandemie | Afgelast vanwege de coronapandemie |
| 2    | Afgelast vanwege de coronapandemie | Afgelast vanwege de coronapandemie | Afgelast vanwege de coronapandemie | Afgelast vanwege de coronapandemie | Afgelast vanwege de coronapandemie | Afgelast vanwege de coronapandemie | Afgelast vanwege de coronapandemie | Afgelast vanwege de coronapandemie | Afgelast vanwege de coronapandemie | Afgelast vanwege de coronapandemie |
| 3    | Afgelast vanwege de coronapandemie | Afgelast vanwege de coronapandemie | Afgelast vanwege de coronapandemie | Afgelast vanwege de coronapandemie | Afgelast vanwege de coronapandemie | Afgelast vanwege de coronapandemie | Afgelast vanwege de coronapandemie | Afgelast vanwege de coronapandemie | Afgelast vanwege de coronapandemie | Afgelast vanwege de coronapandemie |
| 4    | Afgelast vanwege de coronapandemie | Afgelast vanwege de coronapandemie | Afgelast vanwege de coronapandemie | Afgelast vanwege de coronapandemie | Afgelast vanwege de coronapandemie | Afgelast vanwege de coronapandemie | Afgelast vanwege de coronapandemie | Afgelast vanwege de coronapandemie | Afgelast vanwege de coronapandemie | Afgelast vanwege de coronapandemie |
| 5    | Afgelast vanwege de coronapandemie | Afgelast vanwege de coronapandemie | Afgelast vanwege de coronapandemie | Afgelast vanwege de coronapandemie | Afgelast vanwege de coronapandemie | Afgelast vanwege de coronapandemie | Afgelast vanwege de coronapandemie | Afgelast vanwege de coronapandemie | Afgelast vanwege de coronapandemie | Afgelast vanwege de coronapandemie |
| 6    | Afgelast vanwege de coronapandemie | Afgelast vanwege de coronapandemie | Afgelast vanwege de coronapandemie | Afgelast vanwege de coronapandemie | Afgelast vanwege de coronapandemie | Afgelast vanwege de coronapandemie | Afgelast vanwege de coronapandemie | Afgelast vanwege de coronapandemie | Afgelast vanwege de coronapandemie | Afgelast vanwege de coronapandemie |
| 7    | Afgelast vanwege de coronapandemie | Afgelast vanwege de coronapandemie | Afgelast vanwege de coronapandemie | Afgelast vanwege de coronapandemie | Afgelast vanwege de coronapandemie | Afgelast vanwege de coronapandemie | Afgelast vanwege de coronapandemie | Afgelast vanwege de coronapandemie | Afgelast vanwege de coronapandemie | Afgelast vanwege de coronapandemie |
| 8    | Afgelast vanwege de coronapandemie | Afgelast vanwege de coronapandemie | Afgelast vanwege de coronapandemie | Afgelast vanwege de coronapandemie | Afgelast vanwege de coronapandemie | Afgelast vanwege de coronapandemie | Afgelast vanwege de coronapandemie | Afgelast vanwege de coronapandemie | Afgelast vanwege de coronapandemie | Afgelast vanwege de coronapandemie |
| 9    | Afgelast vanwege de coronapandemie | Afgelast vanwege de coronapandemie | Afgelast vanwege de coronapandemie | Afgelast vanwege de coronapandemie | Afgelast vanwege de coronapandemie | Afgelast vanwege de coronapandemie | Afgelast vanwege de coronapandemie | Afgelast vanwege de coronapandemie | Afgelast vanwege de coronapandemie | Afgelast vanwege de coronapandemie |
| 10   | Afgelast vanwege de coronapandemie | Afgelast vanwege de coronapandemie | Afgelast vanwege de coronapandemie | Afgelast vanwege de coronapandemie | Afgelast vanwege de coronapandemie | Afgelast vanwege de coronapandemie | Afgelast vanwege de coronapandemie | Afgelast vanwege de coronapandemie | Afgelast vanwege de coronapandemie | Afgelast vanwege de coronapandemie |

| Pos. | Prijzengeld |
| ---- | ----------- |
| 1.   | € 2.500     |
| 2.   | € 1.000     |
| 3.   | € 500       |
| 4.   | € 250       |
| 5.   | € 250       |
| Tot. | € 4.500     |

## Meisjes junioren

### Kalender en podia
| Datum            | Wedstrijd                                         | Cat. | Eerste                                              | Tweede                                              | Derde                                               | Leidster in het klassement                          |
| ---------------- | ------------------------------------------------- | ---- | --------------------------------------------------- | --------------------------------------------------- | --------------------------------------------------- | --------------------------------------------------- |
| 12 december 2020 | Soudal Scheldecross, Antwerpen                    | CJ   | Afgelast vanwege de coronapandemie                  | Afgelast vanwege de coronapandemie                  | Afgelast vanwege de coronapandemie                  | Afgelast vanwege de coronapandemie                  |
| 23 december 2020 | Herentals Crosst, Herentals (vervanger Azencross) | CJ   | Afgelast vanwege de coronapandemie                  | Afgelast vanwege de coronapandemie                  | Afgelast vanwege de coronapandemie                  | Afgelast vanwege de coronapandemie                  |
| 29 december 2020 | Azencross, Loenhout                               | CJ   | Vervangen door Herentals Crosst op 23 december 2020 | Vervangen door Herentals Crosst op 23 december 2020 | Vervangen door Herentals Crosst op 23 december 2020 | Vervangen door Herentals Crosst op 23 december 2020 |
| 1 januari 2021   | GP Sven Nys, Baal                                 | CJ   | Afgelast vanwege de coronapandemie                  | Afgelast vanwege de coronapandemie                  | Afgelast vanwege de coronapandemie                  | Afgelast vanwege de coronapandemie                  |
| 14 februari 2021 | Soudal Brussels Universities Cyclocross, Brussel  | CJ   | Afgelast vanwege de coronapandemie                  | Afgelast vanwege de coronapandemie                  | Afgelast vanwege de coronapandemie                  | Afgelast vanwege de coronapandemie                  |

### Eindstand
| Pos. | Renster                            | SCH                                | HER                                | BAA                                | BRU                                | Tijd                               |
| ---- | ---------------------------------- | ---------------------------------- | ---------------------------------- | ---------------------------------- | ---------------------------------- | ---------------------------------- |
| 1    | Afgelast vanwege de coronapandemie | Afgelast vanwege de coronapandemie | Afgelast vanwege de coronapandemie | Afgelast vanwege de coronapandemie | Afgelast vanwege de coronapandemie | Afgelast vanwege de coronapandemie |
| 2    | Afgelast vanwege de coronapandemie | Afgelast vanwege de coronapandemie | Afgelast vanwege de coronapandemie | Afgelast vanwege de coronapandemie | Afgelast vanwege de coronapandemie | Afgelast vanwege de coronapandemie |
| 3    | Afgelast vanwege de coronapandemie | Afgelast vanwege de coronapandemie | Afgelast vanwege de coronapandemie | Afgelast vanwege de coronapandemie | Afgelast vanwege de coronapandemie | Afgelast vanwege de coronapandemie |
| 4    | Afgelast vanwege de coronapandemie | Afgelast vanwege de coronapandemie | Afgelast vanwege de coronapandemie | Afgelast vanwege de coronapandemie | Afgelast vanwege de coronapandemie | Afgelast vanwege de coronapandemie |
| 5    | Afgelast vanwege de coronapandemie | Afgelast vanwege de coronapandemie | Afgelast vanwege de coronapandemie | Afgelast vanwege de coronapandemie | Afgelast vanwege de coronapandemie | Afgelast vanwege de coronapandemie |
| 6    | Afgelast vanwege de coronapandemie | Afgelast vanwege de coronapandemie | Afgelast vanwege de coronapandemie | Afgelast vanwege de coronapandemie | Afgelast vanwege de coronapandemie | Afgelast vanwege de coronapandemie |
| 7    | Afgelast vanwege de coronapandemie | Afgelast vanwege de coronapandemie | Afgelast vanwege de coronapandemie | Afgelast vanwege de coronapandemie | Afgelast vanwege de coronapandemie | Afgelast vanwege de coronapandemie |
| 8    | Afgelast vanwege de coronapandemie | Afgelast vanwege de coronapandemie | Afgelast vanwege de coronapandemie | Afgelast vanwege de coronapandemie | Afgelast vanwege de coronapandemie | Afgelast vanwege de coronapandemie |
| 9    | Afgelast vanwege de coronapandemie | Afgelast vanwege de coronapandemie | Afgelast vanwege de coronapandemie | Afgelast vanwege de coronapandemie | Afgelast vanwege de coronapandemie | Afgelast vanwege de coronapandemie |
| 10   | Afgelast vanwege de coronapandemie | Afgelast vanwege de coronapandemie | Afgelast vanwege de coronapandemie | Afgelast vanwege de coronapandemie | Afgelast vanwege de coronapandemie | Afgelast vanwege de coronapandemie |

| Pos. | Prijzengeld |
| ---- | ----------- |
| 1.   | € 500       |
| 2.   | € 250       |
| 3.   | € 150       |
| 4.   | € 100       |
| 5.   | € 100       |
| Tot. | € 1.100     |